# 第59回プライムタイム・エミー賞
第59回プライムタイム・エミー賞（だい59かいプライムタイム・エミーしょう）は、2007年9月16日にロサンゼルスのシュライン・オーディトリアムで行われた。クリエイティブ・アート部門は同年の9月8日である。

## 概要

### 候補について
最多候補作は、HBOのテレビ映画『Bury My Heart At Wounded Knee』の17部門。HBOは局別でも最多候補数を記録している（86候補）。続いて、16部門の『ブロークン・トレイル 遥かなる旅路』でAMC(en:American Movie Classics)の作品。単発作品としては最多である。『ザ・ソプラノズ 哀愁のマフィア』はシリーズ作品としては最多で15候補(HBO)、コメディ・シリーズではABCの『アグリー・ベティ』が11候補。ABCはネットワーク局では最多の70候補であり、続いて1候補差でNBCが続く。
日本関係では、NHKが制作に参加した『プラネットアース』（ディスカバリーチャンネルの作品として扱われている）も7部門で候補になっている。また、助演男優賞のドラマ・シリーズ部門では日本人俳優マシ・オカが候補になっている。

### 授賞式

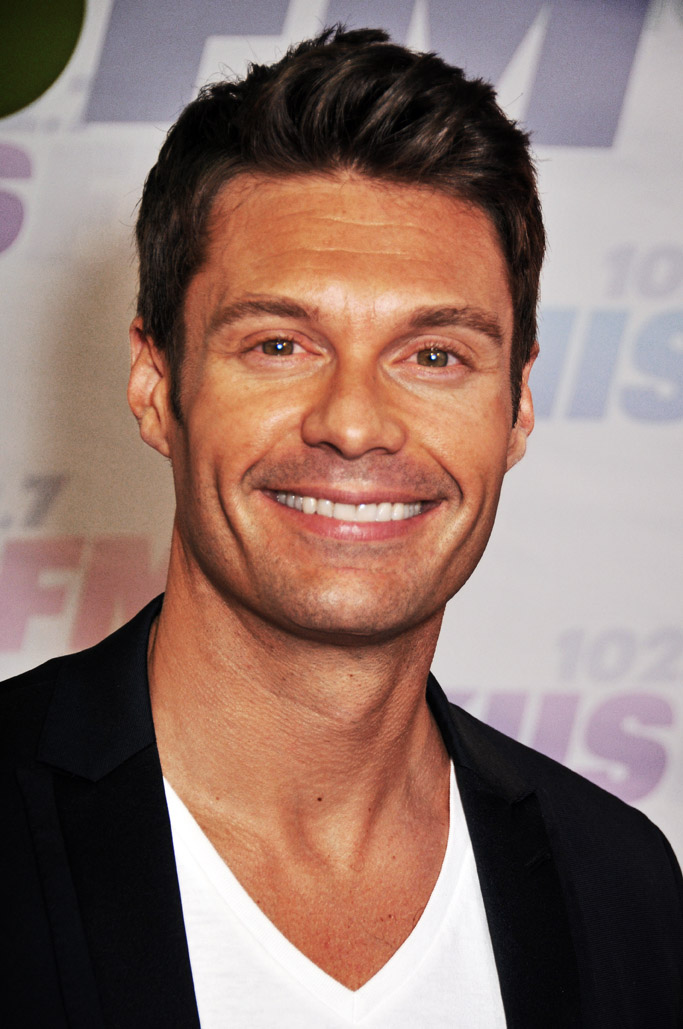
ライアン・シークレスト, 授賞式の司会者

テレビ中継はFOXが担当し、番組プロデューサーにはケン・エールリッヒが、授賞式の司会は『アメリカン・アイドル』のライアン・シークレストが担当した。ステージは舞台を囲む形で番組ごとに関係者が座る、エミー賞初の円形ステージを採用。
オープニングでは『ザ・ソプラノズ 哀愁のマフィア』をパロディにしたアニメが放送された。エミー賞恒例のトリビュートは1977年に放送された『ルーツ』で、キャストが舞台上に勢ぞろいすると関係者および観客はスタンディングオベーションで迎えた。
ドラマ部門主演女優賞を受賞したサリー・フィールドは「もし母親が世界を統治していたら、最初から戦争なんて起きないわ」とスピーチしたが、この部分はテレビ放映ではカットされた。

### 受賞結果について
最多受賞はCBSの単発音楽番組『Tony Bennett: An American Classic』で7部門。続いて最多候補だった『Bury My Heart At Wounded Knee』の6部門。局別の最多受賞は去年に引き続きHBOが21、続いて2部門差の19でNBCがネットワーク最多の受賞数を記録した。他のネットワークはABCとCBSが10、PBSが9、FOXが7となる。
ドラマシリーズ部門の作品賞は、最終回を迎えた『ザ・ソプラノズ 哀愁のマフィア』が受賞（ファイナルシリーズの番組が作品賞を受賞するのは30年ぶり）。全3部門を受賞し、有終の美を飾った。注目の『HEROES』は無冠に終わった。コメディシリーズ部門は『30 Rock』が受賞。去年に引き続きNBCの30分コメディが受賞した。
ミニシリーズ/テレビ部門のヘレン・ミレンは前回の『エリザベス1世 ～愛と陰謀の王宮～』に続いて2年連続の主演女優賞受賞。過去にも受賞したことのある『第一容疑者』シリーズでの受賞で、こちらも最終回を迎えた作品である。ミレンは今回で4度目の受賞となる（同役では2度目の受賞）。コメディ部門の助演男優賞を受賞したジェレミー・ピヴェンも前回に続いての受賞であった。
主演男女、助演男女ともマスコミの事前の予想とはかなり異なっており、主演男優賞を受賞したジェームズ・スペイダーは『ソプラノズ』のジェームズ・ガンドルフィーニが受賞するだろうと思っていたようで、舞台上のスピーチで「今、マフィアから大金を盗んだような気がするよ」とジョークを飛ばした。

## 受賞と候補の一覧

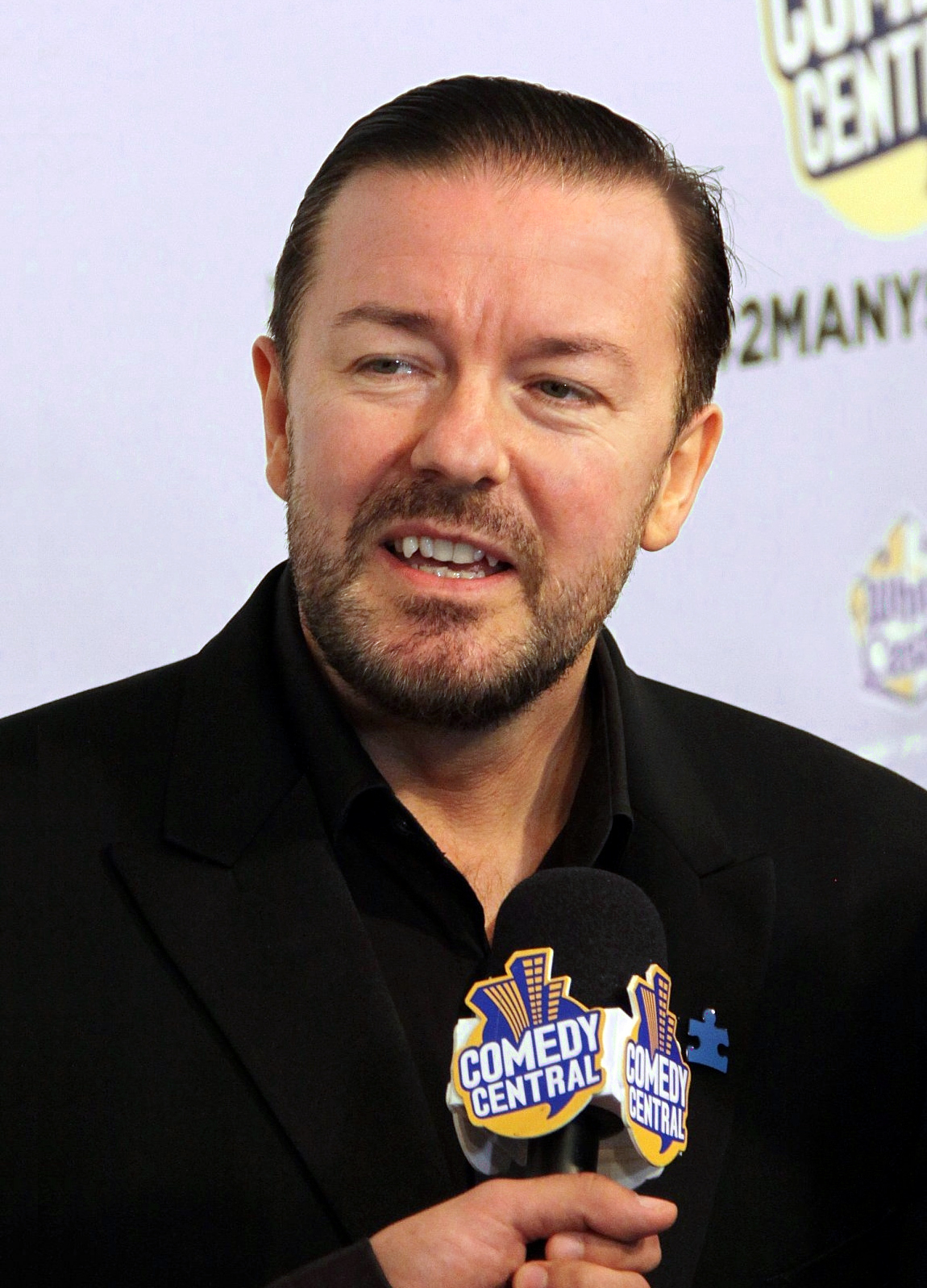
リッキー・ジャーヴェイス, コメディ・シリーズ 主演男優賞

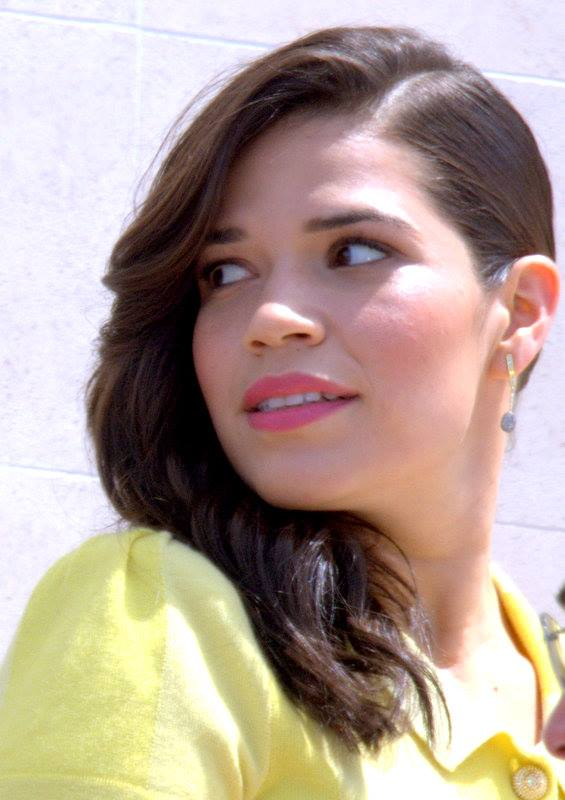
アメリカ・フェレーラ, コメディ・シリーズ 主演女優賞

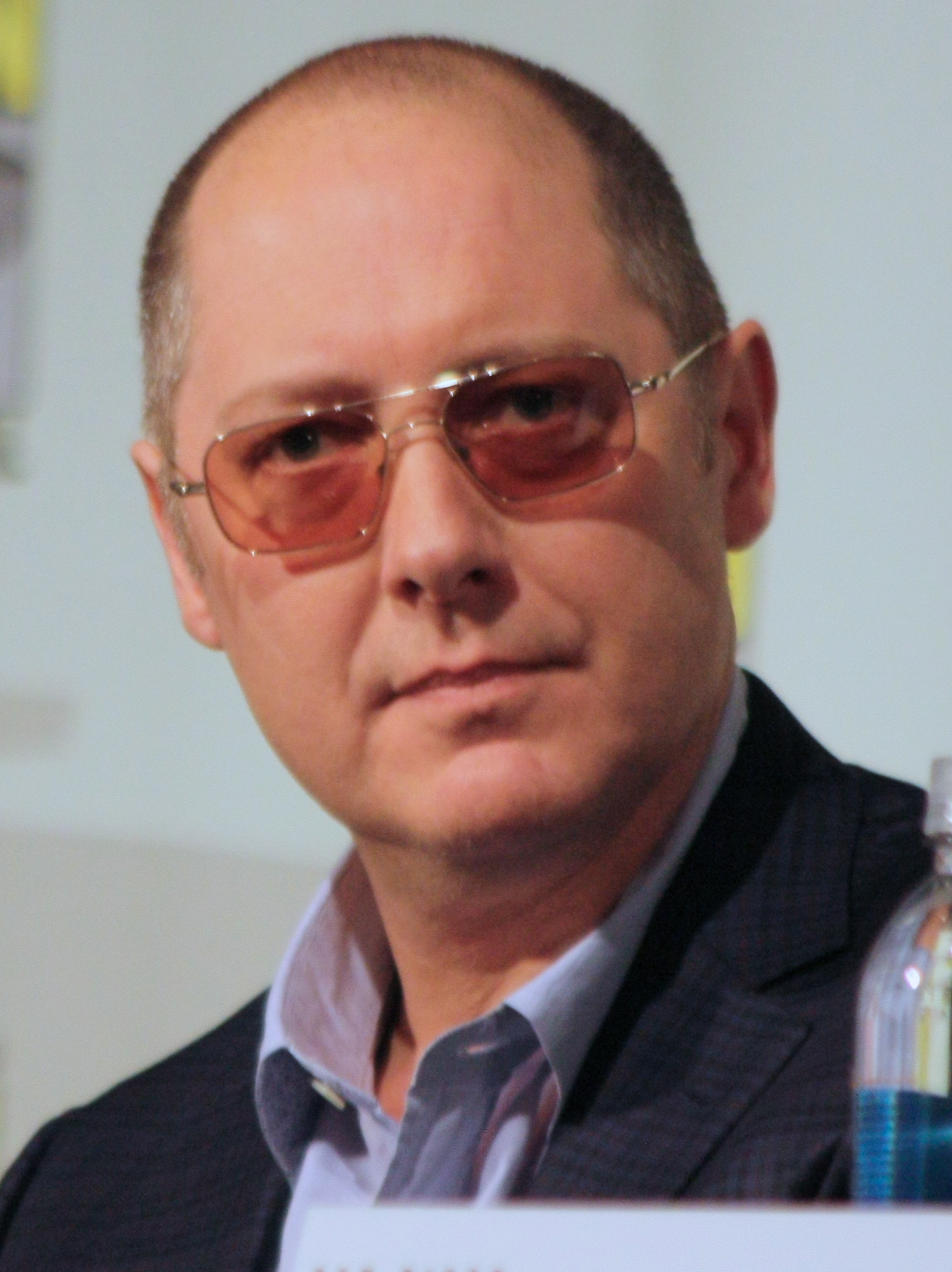
ジェームズ・スペイダー, ドラマ・シリーズ 主演男優賞

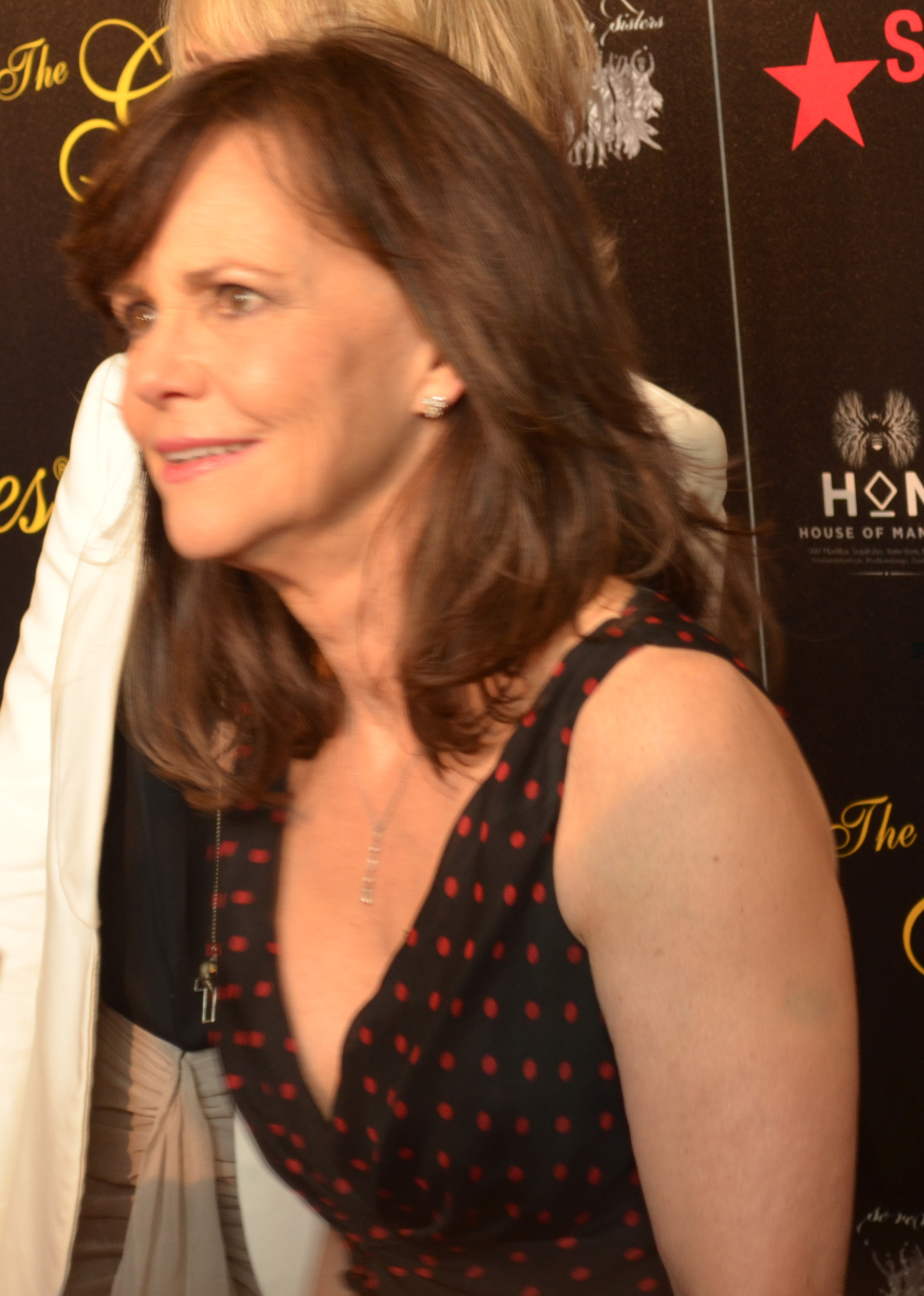
サリー・フィールド, ドラマ・シリーズ 主演女優賞

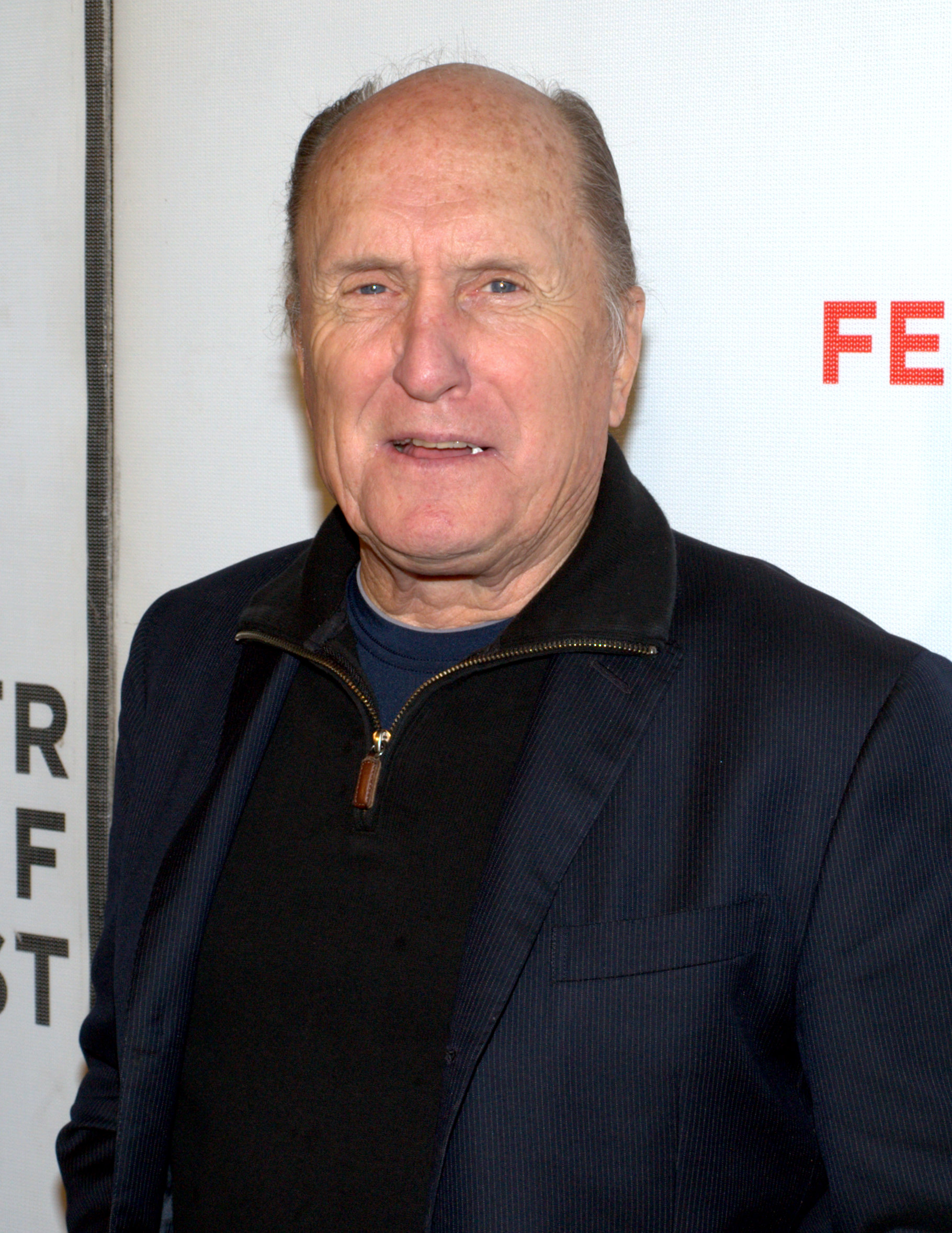
ロバート・デュヴァル, ミニシリーズ/テレビ映画 主演男優賞

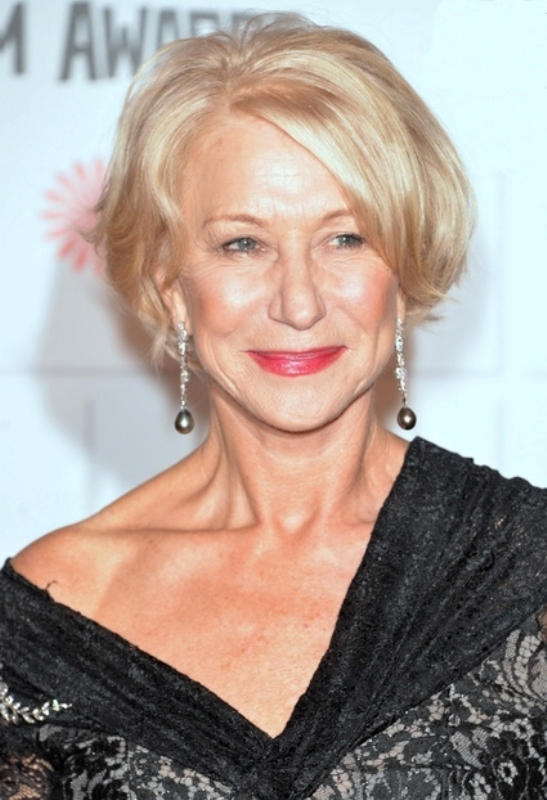
ヘレン・ミレン, ミニシリーズ/テレビ映画 主演女優賞

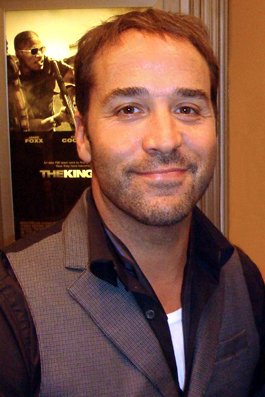
ジェレミー・ピヴェン, コメディ・シリーズ 助演男優賞

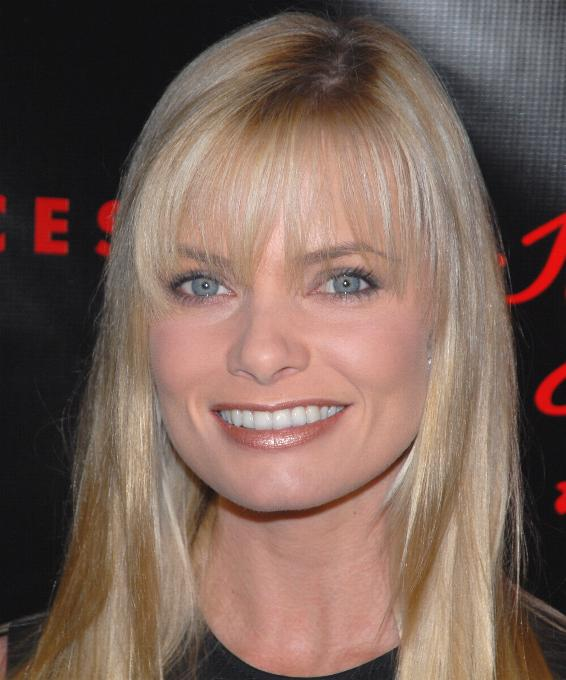
ジェイミー・プレスリー, コメディ・シリーズ 助演女優賞

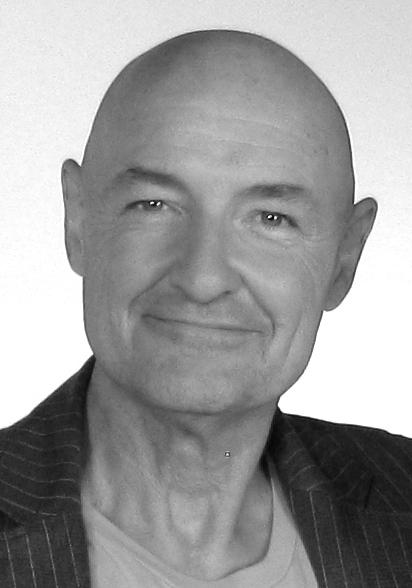
テリー・オクィン, ドラマ・シリーズ 助演男優賞

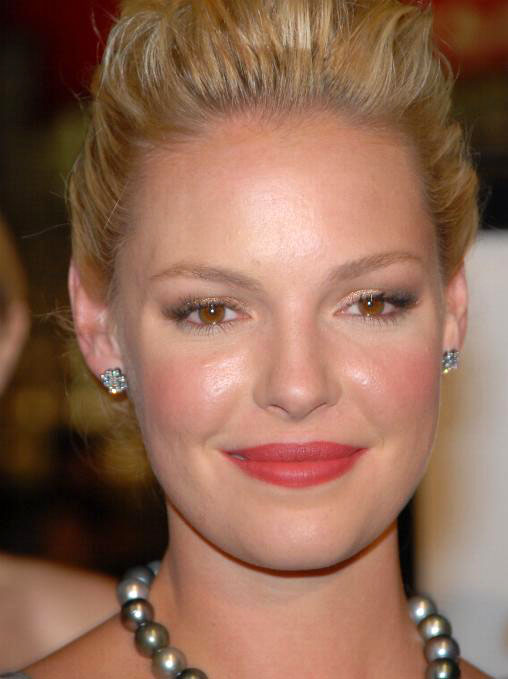
キャサリン・ハイグル, ドラマ・シリーズ 助演女優賞

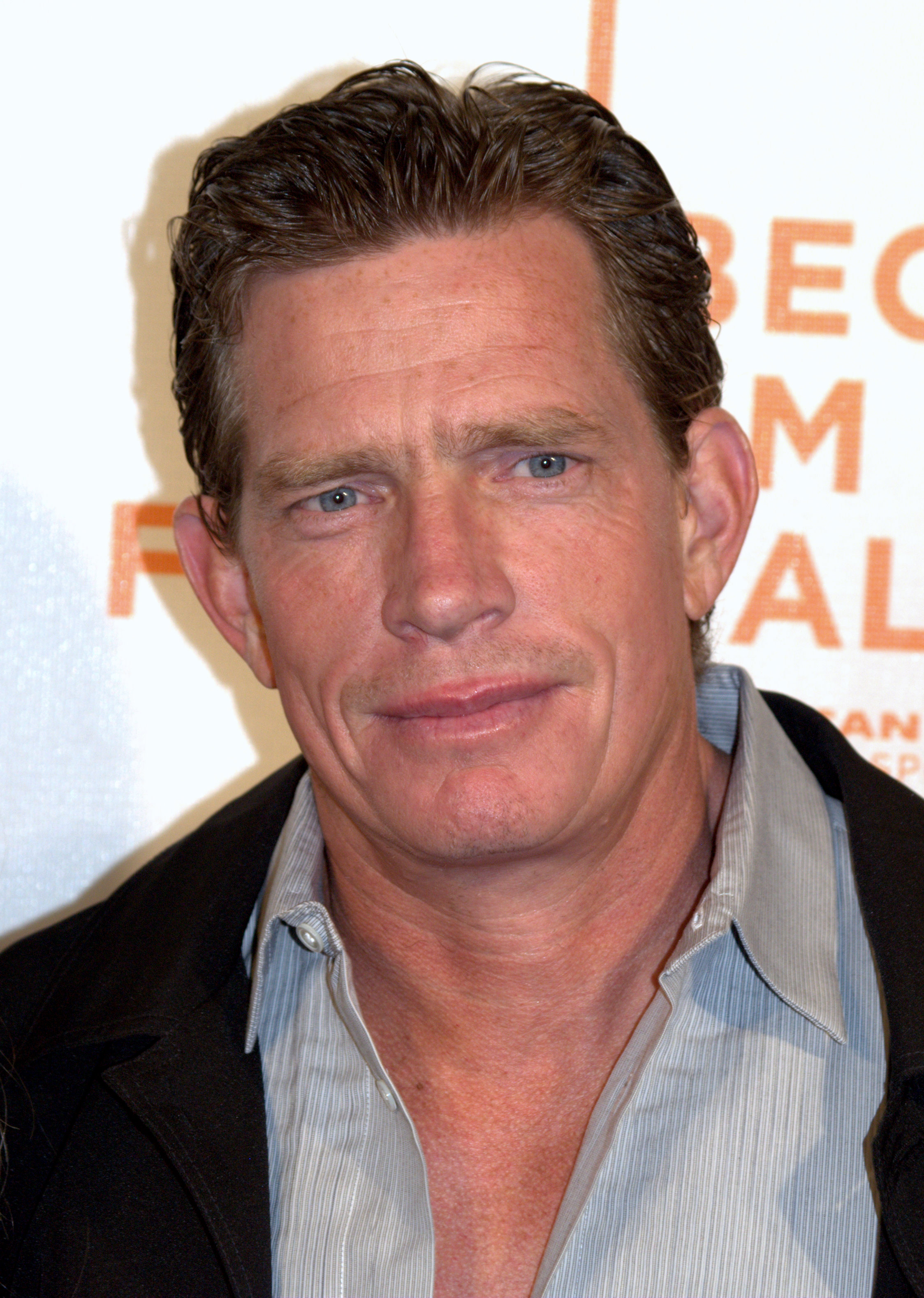
トーマス・ヘイデン・チャーチ, ミニシリーズ/テレビ映画 助演男優賞

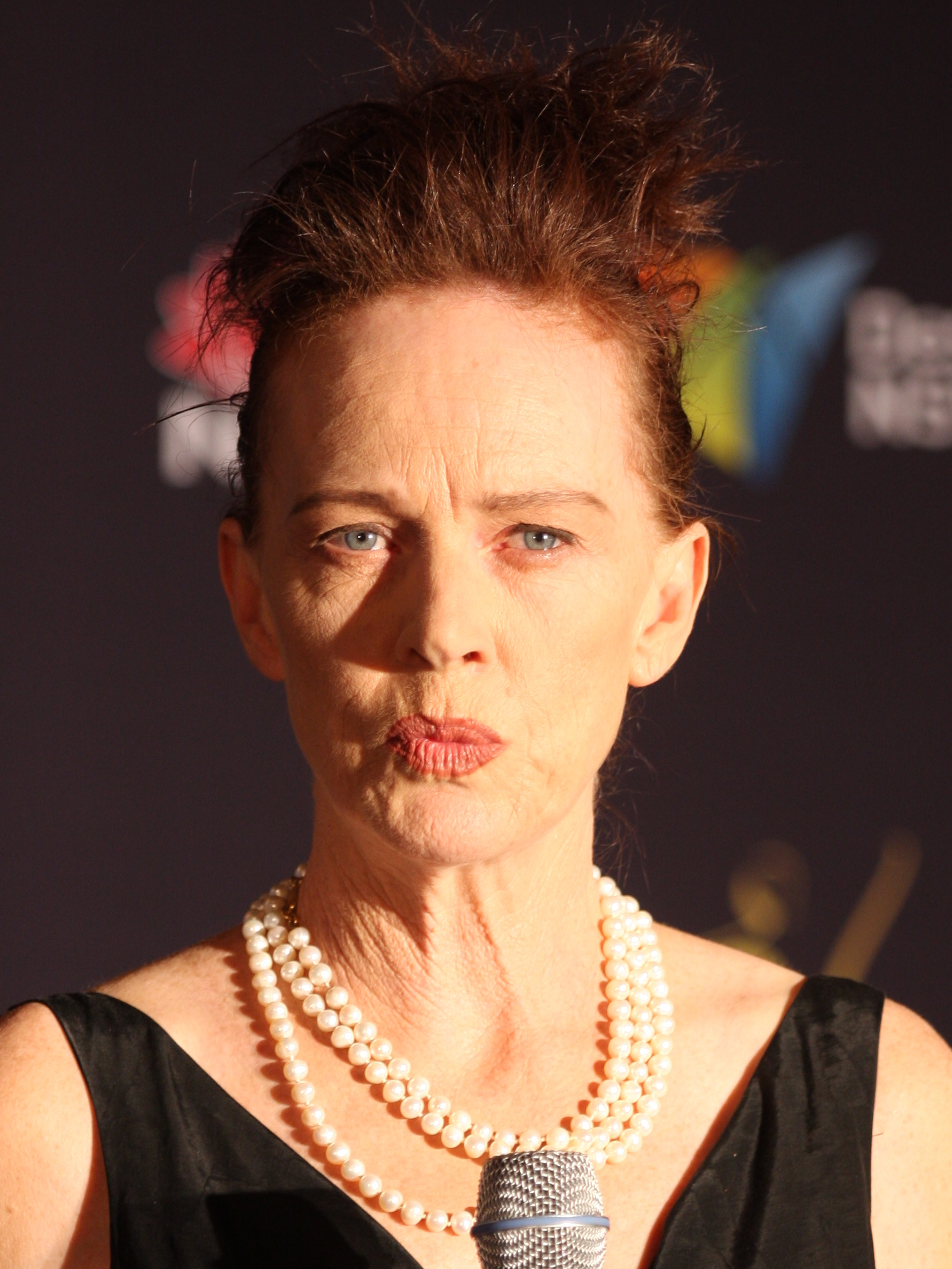
ジュディ・デイヴィス, ミニシリーズ/テレビ映画 助演女優賞

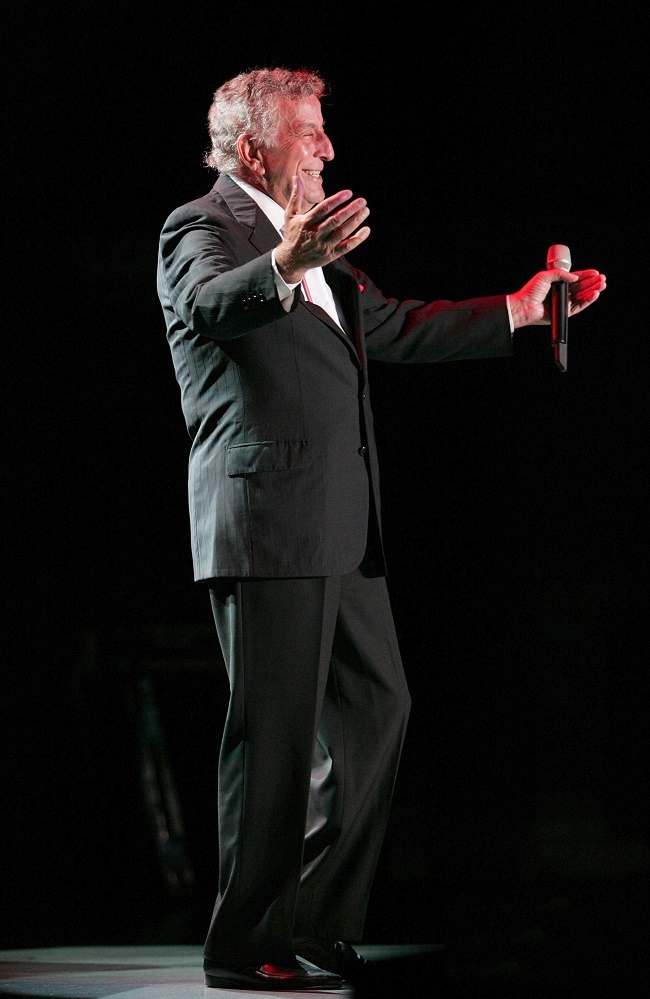
トニー・ベネット, 個人パフォーマンス賞（バラエティ/音楽番組）

受賞は太字のものである。なお、括弧はアメリカ国内での放送権を持つネットワークであり、製作は異なる場合がある。

### 作品賞（番組賞）
| コメディ・シリーズ | ドラマ・シリーズ |
| --- | --- |
| - 『30 Rock/サーティー・ロック』 (NBC) - 『アントラージュ★オレたちのハリウッド』 (HBO) - 『The Office』 (NBC) - 『チャーリー・シーンのハーパー★ボーイズ』 (CBS) - 『アグリー・ベティ』 (ABC)                                                                                  | - 『ザ・ソプラノズ 哀愁のマフィア』 (HBO) - 『ボストン・リーガル』 (ABC) - 『グレイズ・アナトミー』 (ABC) - 『HEROES』 (NBC) - 『Dr.HOUSE』 (Fox) |
| バラエティ・シリーズ | バラエティ・スペシャル |
| - 『ザ・デイリー・ショー・ウィズ・ジョン・スチュワート』 (Comedy Central) - 『コルベア・レポー』 (Comedy Central) - 『レイト・ナイト・ウィズ・コナン・オブライエン』 (NBC) - 『レイト・ショー・ウィズ・デイヴィッド・レターマン』 (CBS) - 『Real Time with Bill Maher』 (HBO) | - 『Tony Bennett: An American Classic』 (NBC) - 『Comedy Central Roast of William Shatner』 (Comedy Central) - 『Great Performances』 (Episode: "Tribute to James Taylor") (PBS) - 『ケネディ・センター名誉賞』 (CBS) - 『Lewis Black: Red, White, and Screwed』 (HBO) - 『Wanda Sykes: Sick and Tired』 (HBO) |
| テレビ映画 | ミニシリーズ |
| - 『Bury My Heart at Wounded Knee』 (HBO) - 『9/11: The Twin Towers』 (Discovery Channel) - 『Longford』 (HBO) - 『先生はあきらめない〜ロン・クラーク物語〜』 (TNT) - 『Why I Wore Lipstick to My Mastectomy』 (Lifetime)                                                     | - 『ブロークン・トレイル 遥かなる旅路』 (AMC) - 『第一容疑者: The Final Act』 (PBS) - 『スターター・ワイフ』 (USA) |
| リアリティ・コンペティション | |
| - 『アメージング・レース』 (CBS) - 『アメリカン・アイドル』 (Fox) - 『ダンシング・ウィズ・ザ・スターズ』 (ABC) - 『プロジェクト・ランウェイ』 (Bravo) - 『トップ・シェフ』 (Bravo)                                                                                            | |

### 主演男優賞
コメディ・シリーズ 
- アレック・ボールドウィン - 30 rock
- スティーヴ・カレル - The Office
- リッキー・ジャーヴェイス - エキストラ:スターに近づけ!
- トニー・シャルーブ - 名探偵モンク
- チャーリー・シーン - チャーリー・シーンのハーパー★ボーイズ

 ドラマ・シリーズ
- ジェームズ・ガンドルフィーニ - ザ・ソプラノズ 哀愁のマフィア
- デニス・リアリー - レスキュー・ミー NYの英雄たち
- ヒュー・ローリー - Dr.HOUSE
- ジェームズ・スペイダー - ボストン・リーガル
- キーファー・サザーランド - 24 -TWENTY FOUR-

 ミニシリーズ/テレビ映画 
- ジム・ブロードベント - Longford
- ロバート・デュヴァル - ブロークン・トレイル 遥かなる旅路
- ウィリアム・H・メイシー - スティーヴン・キング 8つの悪夢
- マシュー・ペリー - 先生はあきらめない〜ロン・クラーク物語〜
- トム・セレック - 警察署長 ジェッシイ・ストーン　訣別の海

### 主演女優賞
コメディ・シリーズ 
- アメリカ・フェレーラ - アグリー・ベティ
- ティナ・フェイ - 30 rock
- フェリシティ・ハフマン - デスパレートな妻たち
- ジュリア・ルイス＝ドレイファス - The New Adventures of Old Christine
- メアリー＝ルイーズ・パーカー - Weeds 〜ママの秘密

 ドラマ・シリーズ 
- パトリシア・アークエット - ミディアム 霊能者アリソン・デュボア
- イーディ・ファルコ - ザ・ソプラノズ 哀愁のマフィア
- サリー・フィールド - ブラザーズ&シスターズ
- ミニー・ドライヴァー - The Riches
- マリスカ・ハージティ  - LAW & ORDER:性犯罪特捜班
- キラ・セジウィック - クローザー

 ミニシリーズ/テレビ映画 
- クィーン・ラティファ - Life Support
- メアリー＝ルイーズ・パーカー - 寝盗る女
- デブラ・メッシング - スターター・ワイフ
- ヘレン・ミレン - Prime Suspect: The Final Act （第一容疑者）
- ジーナ・ローランズ - 神さまは太陽のあたたかさ

### 助演男優賞
コメディ・シリーズ
- ジョン・クライヤー - チャーリー・シーンのハーパー★ボーイズ
- ケヴィン・ディロン - アントラージュ★オレたちのハリウッド
- ニール・パトリック・ハリス - ママと恋に落ちるまで
- ジェレミー・ピヴェン - アントラージュ★オレたちのハリウッド
- レイン・ウィルソン - The Office

 ドラマ・シリーズ 
- マイケル・エマーソン - LOST
- マイケル・インペリオリ - ザ・ソプラノズ 哀愁のマフィア
- T・R・ナイト - グレイズ・アナトミー 恋の解剖学
- マシ・オカ - HEROES
- テリー・オクィン - LOST
- ウィリアム・シャトナー - ボストン・リーガル

 ミニシリーズ/テレビ映画 
- エドワード・アズナー - The Christmas Card
- トーマス・ヘイデン・チャーチ - ブロークン・トレイル 遥かなる旅路
- ジョー・マンテーニャ - スターター・ワイフ
- エイダン・クイン - Bury My Heart At Wounded Knee
- オーガスト・シェレンバーグ - Bury My Heart At Wounded Knee

### 助演女優賞
コメディ・シリーズ 
- コンチータ・フェレル - チャーリー・シーンのハーパー★ボーイズ
- ジェナ・フィッシャー -  The Office
- ジェイミー・プレスリー - マイネーム・イズ・アール
- ホランド・テイラー - チャーリー・シーンのハーパー★ボーイズ
- エリザベス・パーキンス - Weeds 〜ママの秘密
- ヴァネッサ・ウィリアムス - アグリー・ベティ

 ドラマ・シリーズ 
- ロレイン・ブラッコ - ザ・ソプラノズ 哀愁のマフィア
- レイチェル・グリフィス - ブラザーズ&シスターズ
- キャサリン・ハイグル - グレイズ・アナトミー 恋の解剖学
- サンドラ・オー - グレイズ・アナトミー 恋の解剖学
- アイダ・タートゥーロ - ザ・ソプラノズ 哀愁のマフィア
- チャンドラ・ウィルソン - グレイズ・アナトミー 恋の解剖学

 ミニシリーズ/テレビ映画
- トニ・コレット - TSUNAMI 津波
- ジュディ・デイヴィス - スターター・ワイフ
- アンナ・パキン - Bury My Heart At Wounded Knee
- サマンサ・モートン - Longford
- グレタ・スカッキ - ブロークン・トレイル 遥かなる旅路

### 個人パフォーマンス賞（バラエティ/音楽番組）
- トニー・ベネット - Tony Bennett: An American Classic
- スティーヴン・コルベア - The Colbert Report
- エレン・デジェネレス - 第79回アカデミー賞授賞式
- デイヴィッド・レターマン - レイト・ショー・ウィズ・デイヴィッド・レターマン
- ジョン・スチュワート - The Daily Show

### 監督賞（演出賞）
コメディ・シリーズ 
- スコット・エリス - 30 rock 『ダメ男との決別!』(原題：The Breakup、第1シーズン第8話）
- ジュリアン・ファリノ - アントラージュ★オレたちのハリウッド 『One Day in the Valley』（第3シーズン第2話）
- リッキー・ジャーヴェイス、スティーヴン・マーチャント - エキストラ:スターに近づけ! 『オーランド・ブルーム編』（第2シーズン第1話）
- ウォル・マッケンジー - Scrubs〜恋のお騒がせ病棟 『My Musical』（第6シーズン第6話）
- ケン・クワピス - The Office 『Gay Witch Hunt』（第3シーズン第1話）
- リチャード・シェパード - アグリー・ベティ 『あこがれの出版業界』（Pilot、第1シーズン第1話）

 ドラマ・シリーズ
- フェリックス・アルカラ - GALACTICA/ギャラクティカ 『大脱出（後編）』（（原題：Exodus, Part 2、第3シーズン第4話）
- ビル・デリア - ボストン・リーガル 『Son of the Defender』（第3シーズン第18話）
- ピーター・バーグ - Friday Night Lights 『Pilot』（第1シーズン第1話）
- デビッド・セメル - HEROES 『創世記』（原題：Genesis、第1シーズン第1話）
- ジャック・ベンダー - LOST 『決行』『終わりの始まり』（Through the Looking Glass、第3シーズン第22話・23話）
- トーマス・シュラム - Studio 60 on the Sunset Strip 『Pilot』（第1シーズン第1話）
- アラン・テイラー - ザ・ソプラノズ 哀愁のマフィア 『葬送』 （原題：Kennedy and Heidi、第6シーズン第18話）

 ミニシリーズ/テレビ映画 
- ウォルター・ヒル  - ブロークン・トレイル 遥かなる旅路
- イヴ・シモノー - Bury My Heart At Wounded Knee
- スザンヌ・ホワイト - ジェイン・エア
- フィリップ・マーティン - Prime Suspect: The Final Act （第一容疑者）
- バハラット・ナルルーリ - TSUNAMI 津波

 バラエティ/音楽/コメディ番組 
- Bruce Gowers - アメリカン・アイドル 『The Final Two』
- Jim Hoskinson - The Colbert Report （第2シーズン第161話）
- Chuck O'Neil - The Daily Show With Jon Stewart （第12シーズン第61会）
- Don Roy King - サタデー・ナイト・ライブ （司会：アレック・ボールドウィン）
- ロブ・マーシャル - Tony Bennett: An American Classic

### 脚本賞
コメディ・シリーズ 
- ティナ・フェイ - 30 rock 『生放送で大暴走]』（原題：Tracy Does Conan、第1シーズン第7話）
- ロバート・カーロック - 30 rock 『マフィン・トップ』（原題：Jack-Tor、第1シーズン第5話）
- リッキー・ジャーヴェイス、スティーヴン・マーチャント - エキストラ:スターに近づけ! 『ダニエル・ラドクリフ編』（第2シーズン第3話）
- グレッグ・ダニエルズ - The Office 『Gay Witch Hunt』（第3シーズン第1話）
- マイケル・シュア - The Office 『The Negotiation』（第3シーズン第18話）

 ドラマ・シリーズ 
- ロナルド・D・ムーア-  GALACTICA/ギャラクティカ 『ニュー・カプリカ』/『反乱分子』（原題はそれぞれOccupation/Precipice、第3シーズン第1・2話）
- デイモン・リンデロフ、カールトン・キューズ - LOST 『決行』『終わりの始まり』（Through the Looking Glass、第3シーズン第22話・23話）
- マシュー・ワイナー、デヴィッド・チェイス - ザ・ソプラノズ 哀愁のマフィア 『葬送』 （原題：Kennedy and Heidi、第6シーズン第18話）
- テレンス・ウィンター - ザ・ソプラノズ 哀愁のマフィア 『臨界』（原題：The Second Coming）（第6シーズン第19話）
- デヴィッド・チェイス - ザ・ソプラノズ 哀愁のマフィア 『哀愁』（Made in America、第6シーズン第21話）

 ミニシリーズ/テレビ映画 
- アラン・ジョフリオン - ブロークン・トレイル 遥かなる旅路
- ダニエル・ジアト -  Bury My Heart At Wounded Knee
- サンディ・ウェルチ - ジェイン・エア
- フランク・ディージー - Prime Suspect: The Final Act （第一容疑者）
- ジョサン・マクギボン、サラ・パリオット -  スターター・ワイフ

 バラエティ/音楽/コメディ番組 
- The Colbert Report
- The Daily Show With Jon Stewart
- レイト・ナイト・ウィズ・コナン・オブライエン
- レイト・ショー・ウィズ・デイヴィッド・レターマン
- Real Time with Bill Maher

## プライムタイム・クリエイティブ・アート・エミー賞
（一部の部門は記載されていません）

### ノンフィクション番組賞
シリーズ 
- American Masters
- Biography
- Deadliest Catch
- アクターズ・スタジオ・インタビュー
- プラネットアース

 スペシャル 
- AFI(アメリカ映画協会)選出 アメリカ映画 勇気と感動ベスト100
- ブラッド・ダイヤモンドの真実
- Brando
- Ghosts of Abu Ghraib
- スター・ウォーズ～伝説は語り継がれる

### リアリティ番組賞
- Antiques Roadshow
- さすらいのドッグトレーナー
- Extreme Makeover Home Edition
- Kathy Griffin: My Life on the D-List
- Penn & Teller: Bullshit!

### アニメーション番組賞
1時間未満 
- アバター 伝説の少年アン 『City of Walls and Secrets』
- Robot Chicken 『Lust for Puppets』
- サウスパーク 『Make Love, Not Warcraft』
- スポンジ・ボブ 『休暇なんて大嫌い / カツラはカッコいい!』（原題：Bummer Vacation / Wig Struck）
- ザ・シンプソンズ 『The Haw-Hawed Couple』

 1時間以上 
- グッド・ウィルト・ハンティング（原題：Good Wilt Hunting） （『フォスターズ・ホーム』より）
- Hellboy Animated: Sword of Storms
- Secrets of The Deep
- 『ラズロはどこ?』（原題:Where's Lazlo?）（『キャンプ・ラズロ』より）

### 子供向け番組賞
- シークレット・アイドル ハンナ・モンタナ
- Nick News With Linda Ellerbee: Private Worlds: Kids And Autism
- レイブン 見えちゃってチョー大変!
- スイート・ライフ
- When Parents Are Deployed

### スペシャルクラス番組賞
- 第79回アカデミー賞授賞式
- ジェリー・サインフィルド - The Comedian Award
- Prince Super Bowl XLI Halftime Show （第41回スーパーボウルハーフタイムショー）
- 第60回トニー賞授賞式
- 第64回ゴールデングローブ賞授賞式

### ゲスト男優賞
コメディ・シリーズ 
- ボー・ブリッジス - マイネーム・イズ・アール
- マーティン・ランドー - アントラージュ★オレたちのハリウッド
- イアン・マッケラン - エキストラ:スターに近づけ!
- ジョヴァンニ・リビシ - マイネーム・イズ・アール
- スタンリー・トゥッチ - 名探偵モンク

 ドラマ・シリーズ 
- クリスチャン・クレメンソン - ボストン・リーガル
- ティム・デイリー - ザ・ソプラノズ 哀愁のマフィア
- ジョン・グッドマン - Studio 60 on the Sunset Strip
- デヴィッド・モース - Dr.HOUSE
- イーライ・ウォラック -Studio 60 on the Sunset Strip
- フォレスト・ウィテカー - ER緊急救命室

### ゲスト女優賞
コメディ・シリーズ 
- ディクシー・カーター - デスパレートな妻たち
- サルマ・ハエック - アグリー・ベティ
- ジュディス・ライト - アグリー・ベティ
- ローリー・メトカーフ - デスパレートな妻たち
- エレイン・ストリッチ - 30 Rock

 ドラマ・シリーズ 
- ケイト・バートン - グレイズ・アナトミー 恋の解剖学
- レスリー・キャロン - LAW & ORDER:性犯罪特捜班
- マーシャ・ゲイ・ハーデン - LAW & ORDER:性犯罪特捜班
- エリザベス・リーサー - グレイズ・アナトミー 恋の解剖学
- ジーン・スマート - 24 -TWENTY FOUR-

### キャスティング賞
コメディ・シリーズ 
- 30 Rock
- アントラージュ★オレたちのハリウッド
- デスパレートな妻たち
- アグリー・ベティ
- Weeds 〜ママの秘密

 ドラマ・シリーズ 
- ブラザーズ&シスターズ
- Friday Night Lights
- グレイズ・アナトミー 恋の解剖学
- Studio 60 on the Sunset Strip
- THE TUDORS〜背徳の王冠〜

 ミニシリーズ/テレビ映画/スペシャル 
- ブロークン・トレイル 遥かなる旅路
- Bury My Heart At Wounded Knee
- ジェイン・エア
- 9.11への道
- 先生はあきらめない〜ロン・クラーク物語〜
- スターター・ワイフ

### 撮影賞
マルチカメラ・シリーズ 
- According to Jim 『Hoosier Daddy』（第6シーズン第4話）
- Rules of Engagement 『Jeff's Wooby』（第1シーズン第7話）
- チャーリー・シーンのハーパー★ボーイズ 『Release the Dogs』（第4シーズン第8話）

 シングルカメラ・シリーズ 
- CSI:科学捜査班 『奈落の底へ』（原題：Built To Kill、第7シーズン第1話・2話）
- デッドウッド〜銃とSEXとワイルドタウン 『Catbird Seat』（第3シーズン第11話）
- ROME［ローマ］ 『遺言』（原題:Passover、第2シーズン第1話）
- Studio 60 on the Sunset Strip 『Pilot』（第1シーズン第1話）
- ザ・ソプラノズ 哀愁のマフィア 『波紋』（原題:Soprano Home Movies、第6シーズン第13話）

 ミニシリーズ/テレビ映画 
- ブロークン・トレイル 遥かなる旅路 （前編/Part 1）
- Bury My Heart At Wounded Knee
- ジェイン・エア （前編/Part 1）
- 9.11への道 （Night 2）
- The Valley of Light

### 編集賞
マルチカメラ・シリーズ 
- アメリカン・アイドル
- ダンシング・ウィズ・ザ・スターズ （第3シーズン第4話）
- ママと恋に落ちるまで 『Robin Sparkles』
- The Daily Show With Jon Stewart
- チャーリー・シーンのハーパー★ボーイズ 『Release the Dogs』（第4シーズン第8話）

 シングルカメラ・コメディシリーズ 
- マイネーム・イズ・アール 『アールのマタニティー・ブルー　』（原題：Guess Who's Coming Out of Joy、第2シーズン第18話）
- マイネーム・イズ・アール 『審判の日』（原題：The Trial、第2シーズン第23話）
- The Office 『The Job』（第3シーズン第24話）
- Weeds 〜ママの秘密 『ラブ・パニック』（原題：Crush Girl Love Panic）（第2シーズン第6話）
- Weeds～ママの秘密 『ご近所はライバル 』（原題：Mrs. Botwin's Neighborhood）（第2シーズン第5話）

 シングルカメラ・ドラマシリーズ 
- デクスター〜警察官は殺人鬼 『正義の殺人者』（原題：Dexter、第1シーズン第1話）
- HEROES 『創世記』（原題：Genesis、第1シーズン第1話）
- LOST 『決行』『終わりの始まり』（Through the Looking Glass、第3シーズン第22話・23話）
- ザ・ソプラノズ 哀愁のマフィア 『波紋』（原題:Soprano Home Movies、第6シーズン第13話）
- ザ・ソプラノズ 哀愁のマフィア 『臨界』（原題:The Second Coming、第6シーズン第19話）

 ミニシリーズ/テレビ映画（シングルカメラ） 
- ブロークン・トレイル 遥かなる旅路 （後編/Part 2）
- Bury My Heart At Wounded Knee
- ジェイン・エア （前編/Part 1）
- 9.11への道 （Night 2）
- スターター・ワイフ （Part 3）

### 美術賞
マルチカメラ・シリーズ 
- ママと恋に落ちるまで
- The Class 『Pilot』（第1シーズン第1話）

 シングルカメラ・シリーズ 
- デッドウッド〜銃とSEXとワイルドタウン
- HEROES 『創世記』（原題：Genesis、第1シーズン第1話）
- ROME［ローマ］
- SHARK カリスマ敏腕検察官 『シャークの焦り』（原題：Teacher's Pet、第1シーズン第13話）
- THE TUDORS〜背徳の王冠〜 （第1シーズン第1話）
- アグリー・ベティ 『普通が一番』（原題：The Box and the Bunny、第1シーズン第2話）

 ミニシリーズ/テレビ映画 
- ブロークン・トレイル 遥かなる旅路
- Bury My Heart At Wounded Knee
- ジェイン・エア
- ハロウィーンタウン4 ウィッチ大学へようこそ
- スターター・ワイフ

### 衣装賞
シリーズ 
- デッドウッド〜銃とSEXとワイルドタウン 『Amateur Night』（第3シーズン第9話）
- デスパレートな妻たち 『二人の花嫁』（原題：Getting Married Today、第3シーズン第23話）
- ROME［ローマ］ 『第一の市民』（原題：De Patre Vostro、第2シーズン第10話）
- THE TUDORS〜背徳の王冠〜 （第1シーズン第3話）
- アグリー・ベティ 『カミングアウト』（原題：I'm Coming Out、第1シーズン第14話）

 ミニシリーズ/テレビ映画/スペシャル 
- ブロークン・トレイル 遥かなる旅路 （後編/Part 2）
- Bury My Heart At Wounded Knee
- ジェイン・エア （前編/Part 1）
- Longford
- スターター・ワイフ （Part 1）

### ヘアスタイリング賞
シリーズ 
- ダンシング・ウィズ・ザ・スターズ （第3シーズン第3話）
- デッドウッド～銃とSEXとワイルドタウン 『A Constant Throb』 （第3シーズン第10話）
- デスパレートな妻たち 『恋は二度目から』（原題：It Takes Two、第3シーズン第2話）
- ROME［ローマ］ 『第一の市民』（原題：De Patre Vostro、第2シーズン第10話）
- アグリー・ベティ 『カミングアウト』（原題：I'm Coming Out、第1シーズン第14話）

 ミニシリーズ/テレビ映画/スペシャル 
- 第79回アカデミー賞授賞式
- ブロークン・トレイル 遥かなる旅路
- Bury My Heart At Wounded Knee
- ジェイン・エア

### メイクアップ賞
シリーズ 
- CSI:科学捜査班 『害虫の群れ』（原題：Fannysmackin'、第7シーズン第4話）
- ダンシング・ウィズ・ザ・スターズ （第3シーズン第3話）
- デッドウッド～銃とSEXとワイルドタウン 『I Am Not The Fine Man You Take Me For』 （第3シーズン第2話）
- マッドTV! （第12シーズン第10話）
- ROME［ローマ］ 『第一の市民』（原題：De Patre Vostro、第2シーズン第10話）

 ミニシリーズ/テレビ映画/スペシャル 
- ブロークン・トレイル 遥かなる旅路
- Bury My Heart At Wounded Knee
- Desperate Crossing: The Untold Story of the Mayflower
- スティーヴン・キング 8つの悪夢
- スターター・ワイフ

 シリーズ/ミニシリーズ/テレビ映画/スペシャル番組部門（人工装具）
- CSI:科学捜査班 『レジェンド・オブ・ベガス』（原題：Living Legend、第7シーズン第9話）
- グレイズ・アナトミー 恋の解剖学 『計画外のできごと』（原題：My Favorite Mistake、第3シーズン第19話）
- Dr.HOUSE 『ケ・セラ・セラ』 （原題：Que Sera Sera、第3シーズン第6話）
- マッドTV! （第12シーズン第3話）
- NIP/TUCK マイアミ整形外科医 『コナー・マクナマラ2026』（原題：Conor McNamara 2026、第4シーズン第11話）

### 作曲賞
シリーズ 
- 24 -TWENTY FOUR- - ショーン・キャラリー
- CSI:科学捜査班 『最後の仕事』（原題：Law of Gravity、第7シーズン第15話） -ジョン・キーン
- ゴースト 〜天国からのささやき 『危険な心の隙間　』（原題：Love Never Dies、第2シーズン第1話） -マーク・スノウ
- キッドナップ 『いつもと違う朝』（原題：Pilot、第1シーズン第1話） - W・G・スナッフィ・ウォルデン
- プラネットアース 『生きている地球』 - ジョージ・フェントン
- ROME［ローマ］ 『フィリッピの戦い』（原題：Philippi、第2シーズン第6話） - ジェフ・ビール

 ミニシリーズ/テレビ映画 
- Boffo! Tinseltown's Bombs and Blockbusters - トッド・ボーケルハイド
- ブロークン・トレイル 遥かなる旅路 - デヴィッド・マンスフィールド、ヴァン・ダイク・パークス
- Bury My Heart At Wounded Knee - ジョージ・S・クリントン
- Longford - ロブ・レーン
- スティーヴン・キング 8つの悪夢 『バトルグラウンド』（原題：Battleground、第1話） - ジェフ・ビール
- ライブラリアン キング・ソロモンの呪文 - ジョセフ・ロドゥカ
- 9.11への道 - ジョン・キャメロン

### オリジナル歌曲賞
- ファミリー・ガイ 『Peter's Two Dads』（第5シーズン第10話）
- マッドTV! "Merry Ex-Mas"（第12シーズン第9話）
- サタデー・ナイト・ライブ "Dick in a Box" （司会：ジャスティン・ティンバーレイク）
- スクラブス "Guy Love" 『My Musical』（第6シーズン第6話）
- スクラブス"Everyting Comes Down to Poo" 『My Musical』（第6シーズン第6話）

### メインタイトル賞
テーマ音楽 
- 30 Rock
- デクスター～警察官は殺人鬼 - ロルフ・ケント
- 華麗なるペテン師たち
- On The Lot
- THE TUDORS〜背徳の王冠〜

 デザイン 
- デクスター～警察官は殺人鬼
- 華麗なるペテン師たち
- 交渉人 Standoff
- ロスト・ルーム
- 9.11への道
- アグリー・ベティ

### 音響賞
コメディ/ドラマシリーズ（30分）、アニメーション 
- 30 Rock 『Corporate Crush』（第1シーズン第19話）
- アントラージュ★オレたちのハリウッド 『One Day in the Valley』（第3シーズン第2話）
- マイネーム・イズ・アール 『俺たちの『全米警察24時』』（原題：Our Cops Is On!、第2シーズン第12話）
- スクラブス 『My Musical』（第6シーズン第6話）
- The Office 『The Coup』（第3シーズン第3話）

 コメディ/ドラマシリーズ（1時間） 
- 24 -TWENTY FOUR- 『22:00』（原題：10:00PM-11:00PM、第6シーズン第17話）
- ボストン・リーガル 『Lincoln』（第3シーズン第8・9話）
- CSI:科学捜査班 『殺人模型の正体』（原題：Living Doll、第7シーズン第24話）
- デッドウッド～銃とSEXとワイルドタウン  『A Two-Headed Beast』（第3シーズン第5話）
- HEROES 『創世記』（原題：Genesis、第1シーズン第1話）
- ザ・ソプラノズ 哀愁のマフィア 『末期』（原題：Stage 5、第6シーズン第14話）

 ミニシリーズ/テレビ映画 
- ブロークン・トレイル 遥かなる旅路（後編/Part 2）
- Bury My Heart At Wounded Knee
- ジェイン・エア （前編/Part 1）
- Krakatoa: Volcano of Destruction
- ロスト・ルーム 『The Key and the Clock』 （Night 1）

### 音響編集賞
シリーズ 
- 24 -TWENTY FOUR- 『22:00』（原題：10:00PM-11:00PM、第6シーズン第17話）
- GALACTICA/ギャラクティカ 『Exodus, Part 2』（第3シーズン第4話）
- CSI:マイアミ 『心停止11分』（原題：No Man's Land、第5シーズン第14話）
- ER緊急救命室 『危機脱出』（原題：Bloodline、第13シーズン第1話）
- LOST 『囚われた者たち』（原題：A Tale of Two Cities、第3シーズン第1話）
- ヤング・スーパーマン 『Zod』（第6シーズン第1話）

 ミニシリーズ/テレビ映画/スペシャル 
- ブロークン・トレイル 遥かなる旅路（後編/Part 2）
- Bury My Heart At Wounded Knee
- ライブラリアン キング・ソロモンの呪文
- 9.11への道 （Night 1）
- TSUNAMI 津波（前編/Part 1）

### 視覚効果賞
シリーズ 
- GALACTICA/ギャラクティカ 『大脱出（後編）』（原題：Exodus, Part 2、第3シーズン第4話）
- ユーリカ 〜事件です!カーター保安官〜 『始まりの始まり』（原題：Pilot、第1シーズン第1話）
- グレイズ・アナトミー 恋の解剖学 『消えゆく私』（原題：Walk On Water、第3シーズン第15話）
- HEROES 『5年後』（原題：Five Years Gone、第1シーズン第20話）
- ROME［ローマ］ 『フィリッピの戦い』（原題：Philippi、第2シーズン第6話）

 ミニシリーズ/テレビ映画/スペシャル 
- Bury My Heart At Wounded Knee
- Drive 『The Starting Line』（第1話）
- スティーヴン・キング 8つの悪夢 『争いが終るとき』（原題：The End of the Whole Mess 、第4話）
- スティーヴン・キング 8つの悪夢 『バトルグラウンド』（原題：Battleground、第1話）
- Secrets of The Deep
- 9.11への道 （Night 1）

### スタント・コーディネーション賞
- 24 -TWENTY FOUR- 『14:00』（原題：2:00PM-3:00PM、第6シーズン第9話） - ジェフ・キャディエント
- CSI:マイアミ 『セレブのヒミツ』（原題：Rush、第5シーズン第20話） - ジム・ヴィッカーズ
- CSI:ニューヨーク 『死への誘い』（原題：Sleight Out of Hand、第3シーズン第18話） - ノーマン・ハウエル
- ER緊急救命室 『危機脱出』（原題：Bloodline、第13シーズン第1話） - ゲイリー・ハイムズ
- HEROES 『創世記』（原題：Genesis、第1シーズン第1話） - イアン・クイン

## 複数部門でのノミネート作品
数字は主要部門からの合計で、プライムタイム・クリエイティブ・アート・エミー賞は含まない。
| ノミネート | 作品                                  | ネットワーク |
| ---------- | ------------------------------------- | ------------ |
| 10         | 『ザ・ソプラノズ 哀愁のマフィア』     | HBO          |
| 7          | 『The Office』                        | NBC          |
| 6          | 『30 Rock/サーティー・ロック』        | NBC          |
| 6          | 『ブロークン・トレイル 遥かなる旅路』 | AMC          |
| 6          | 『Bury My Heart at Wounded Knee』     | HBO          |
| 5          | 『グレイズ・アナトミー』              | ABC          |
| 4          | 『アグリー・ベティ』                  | ABC          |

| ノミネート | ネットワーク |
| ---------- | ------------ |
| 33         | HBO          |
| 28         | NBC          |
| 21         | ABC          |
| 11         | CBS          |

## 複数部門での受賞作品
数字は主要部門からの合計で、プライムタイム・クリエイティブ・アート・エミー賞は含まない。
| 受賞 | 作品                                  | ネットワーク |
| ---- | ------------------------------------- | ------------ |
| 3    | 『ブロークン・トレイル 遥かなる旅路』 | AMC          |
| 3    | 『第一容疑者: The Final Act』         | PBS          |
| 3    | 『ザ・ソプラノズ 哀愁のマフィア』     | HBO          |

| 受賞 | ネットワーク |
| ---- | ------------ |
| 6    | ABC          |
| 6    | HBO          |
| 6    | NBC          |
| 3    | AMC          |
| 3    | PBS          |

## 全部門の統計
プライムタイム・クリエイティブ・アート・エミー賞を含む全部門の合計。4部門以下は割愛。
| 候補数 | 作品名                                        | 放送局                   | 受賞数 |
| ------ | --------------------------------------------- | ------------------------ | ------ |
| 17     | Bury My Heart At Wounded Knee                 | HBO                      | 6      |
| 16     | ブロークン・トレイル 遥かなる旅路             | AMC                      | 4      |
| 15     | ザ・ソプラノズ 哀愁のマフィア                 | HBO                      | 3      |
| 11     | アグリー・ベティ                              | ABC                      | 3      |
| 10     | グレイズ・アナトミー 恋の解剖学               | ABC                      | 1      |
| 10     | スターター・ワイフ                            | USAネットワーク          | 1      |
| 10     | 30 Rock                                       | NBC                      | 2      |
| 9      | 第79回アカデミー賞授賞式                      | ABC                      | 2      |
| 9      | ジェイン・エア                                | PBS                      | 3      |
| 9      | The Office                                    | NBC                      | 2      |
| 8      | ダンシング・ウィズ・ザ・スターズ              | ABC                      |        |
| 8      | HEROES                                        | NBC                      |        |
| 8      | Tony Bennett: An American Classic             | NBC                      | 7      |
| 7      | アメリカン・アイドル                          | FOX                      | 2      |
| 7      | アントラージュ★オレたちのハリウッド           | HBO                      | 2      |
| 7      | 9.11への道                                    | ABC                      | 1      |
| 7      | プラネットアース                              | ディスカバリーチャンネル | 4      |
| 7      | ROME［ローマ］                                | HBO                      | 3      |
| 7      | チャーリー・シーンのハーパー★ボーイズ         | CBS                      | 2      |
| 6      | ボストン・リーガル                            | ABC                      | 1      |
| 6      | The Daily Show with Jon Stewart               | コメディ・セントラル     | 1      |
| 6      | デッドウッド〜銃とSEXとワイルドタウン         | HBO                      | 1      |
| 6      | デスパレートな妻たち                          | ABC                      |        |
| 6      | LOST                                          | ABC                      | 1      |
| 6      | マイネーム・イズ・アール                      | NBC                      | 1      |
| 6      | 24 -TWENTY FOUR-                              | FOX                      | 1      |
| 6      | When the Levees Broke: A Requiem in Four Acts | HBO                      | 3      |
| 5      | アメージング・レース                          | CBS                      | 3      |
| 5      | CSI:科学捜査班                                | CBS                      | 1      |
| 5      | Longford                                      | HBO                      |        |
| 5      | スティーヴン・キング 8つの悪夢                | TNT                      | 2      |
| 5      | スクラブス                                    | NBC                      | 1      |
| 5      | Studio 60 On The Sunset Strip                 | NBC                      | 1      |
| 5      | Weeds 〜ママの秘密                            | Showtime                 |        |